# 11197 Beranek
A 11197 Beranek (ideiglenes jelöléssel 1999 CY25) a Naprendszer kisbolygóövében található aszteroida. A LINEAR projekt keretében fedezték fel 1999. február 10-én.